# Корякіно
Коря́кіно (рос. Корякино) — присілок у складі Щолковського міського округу Московської області, Росія.

## Населення
Населення — 26 осіб (2010; 7 у 2002).
Національний склад (станом на 2002 рік):
- росіяни — 86 %